# Stadio Tofiq Bəhramov
Lo Stadio della Repubblica Tofiq Bəhramov (in azero Tofiq Bəhramov adına Respublika Stadionu; in russo Республиканский стадион имени Тофика Бахрамова?, Respublikanskij stadion imeni Tofika Bachramova) è un impianto sportivo multifunzione di Baku, capitale dell'Azerbaigian.
Inaugurato nel 1951 dopo 12 anni di lavori e intitolato a Stalin, nel 1956 fu reintitolato a Lenin e, dopo lo scioglimento dell'URSS, all'ex arbitro Tofik Bachramov, originario della repubblica sovietica dell'Azerbaigian e noto per essere stato il guardalinee della finale mondiale 1966 tra Inghilterra e Germania Ovest.
È prevalentemente usato per eventi calcistici. Ospita le partite casalinghe della nazionale di calcio dell'Azerbaigian e di tutte le squadre azere nella fase finale delle principali competizioni europee. Con i suoi 31 200 posti, è lo stadio più grande del Paese. Lo stadio ha ospitato alcune partite tra cui la semifinale e la finale del Campionato mondiale femminile Under 17 di calcio 2012.
Nel 2014 ha ospitato i Trials europei di atletica leggera per i Giochi olimpici giovanili.
Nel 2015 si sono disputate le gare di tiro con l'arco ai I Giochi europei.